# Prekursor

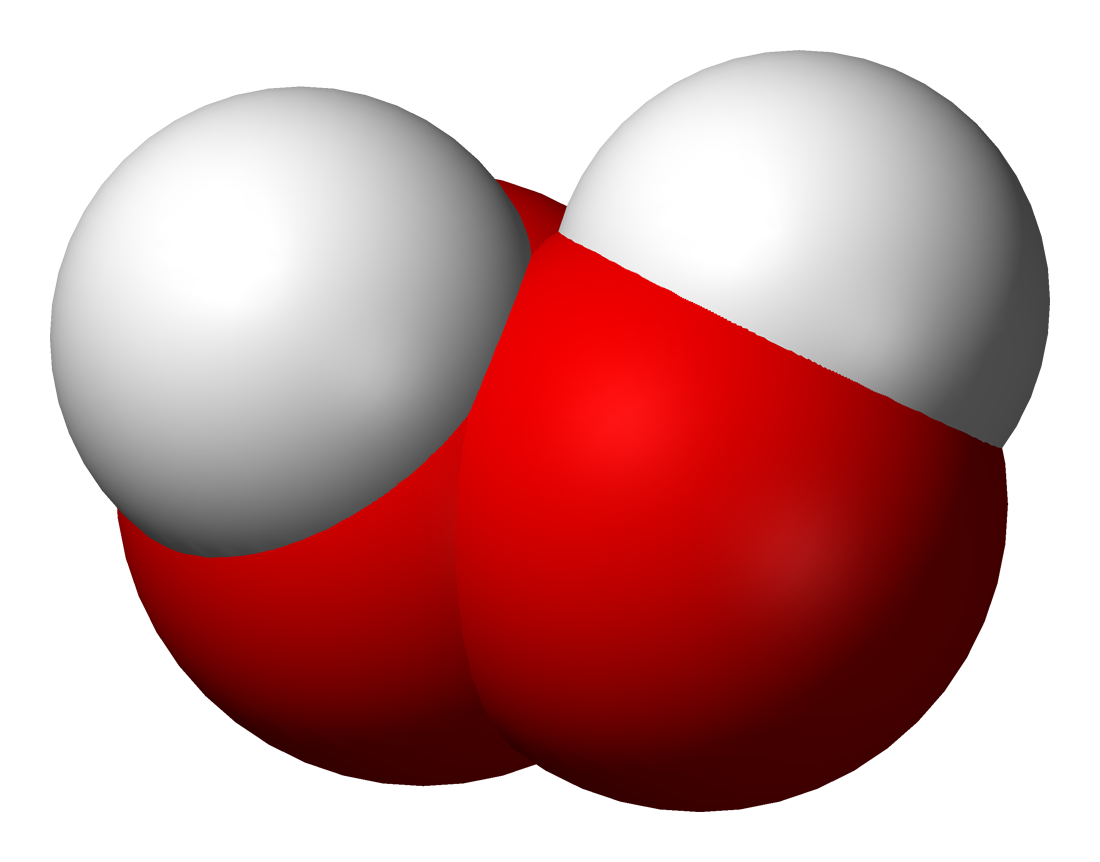
Väteperoxid (H_{2}O_{2}), en sprängämnesprekursor.

Inom biokemi är en prekursor ett exogent eller endogent utgångsämne som kan användas för framställning av ett ämne som verkar i kroppen eller på annat sätt biokemiskt. Prohormoner är ett exempel på endogena prekursorer, vilka är kroppsegna ämnen som genom ombildning med enzymer bildar ett ämne (hormoner) som påverkar kroppens funktioner.
En del exogena prekursorer är produkter som inte får innehas, importeras eller exporteras. Det finns prekursorer för framställning av narkotika och andra för framställning av kemiska och biologiska stridsmedel. Tillåtna exogena prekursorer är till exempel karoten som i kroppen ombildas till A-vitamin, eller L-DOPA som i kroppen ombildas till dopamin.

## Lagar, förordningar och kontroll
Narkotikaprekursor definieras i 7a § lag (1992:860) om kontroll av narkotika som ett ämne som kan användas för olaglig framställning av narkotika och som finns upptaget i bilaga till Europaparlamentets och rådets förordning (EG) nr 273/2004 av den 11 februari 2004 om narkotikaprekursorer, eller rådets förordning (EG) nr 111/2005 av den 22 december 2004 om regler för övervakning av handeln med narkotikaprekursorer mellan gemenskapen och tredjeländer. Ett exempel på en prekursor är lysergsyran till drogen LSD.
Överlåtelse eller innehav av narkotikaprekursorer är straffbelagt enligt 3b § narkotikastrafflagen om det skett uppsåtligen. Påföljden är fängelse i högst två år
Enligt lagen (2000:1064) om kontroll av produkter med dubbla användningsområden och av tekniskt bistånd fordras tillstånd vid import eller export av kemiska prekursorer (utgångsämnen), vilka kan användas vid framställning av kemiska stridsmedel. 
Tillstånd och kontrollverksamhet utövas av Inspektionen för strategiska produkter (ISP). Import eller export utan tillstånd är straffbelagt enligt 18 § lagen (2000:1064) om kontroll. Böter eller fängelse i högst sex månader kan följa vid olaga import eller export.
1985 bildades den så kallade Australiengruppen för att samordna den internationella kontrollen av export av kemiska och biologiska prekursorer och av tillverknings- och laboratorieutrustning, som kan användas vid framställning av kemiska och biologiska vapen. Sverige anslöt sig  1991.
2014 tillkom Förordning (2014:880) om sprängämnesprekursorer, som reglerar kontrollen av ämnen som kan användas för att tillverka sprängämnen. Statlig kontroll utövas av Myndigheten för samhällsskydd och beredskap (MSB) och lokalt har kommunerna tillsynsansvar.

## Fotnoter
1. ↑  7a § lagen (1992:860) om kontroll av narkotika https://lagen.nu/1992:860#P7a
2. ↑  Europaparlamentets och Rådets Förordning (EG) nr 273/2004 http://eur-lex.europa.eu/LexUriServ/LexUriServ.do?uri=OJ:L:2004:047:0001:0010:SV:PDF
3. ↑  Rådets förordning  (EG) nr 111/2005 http://eur-lex.europa.eu/lex/LexUriServ/site/sv/oj/2005/l_022/l_02220050126sv00010010.pdf
4. ↑  3b § narkotikastrafflagen https://lagen.nu/1968:64#P3b
5. ↑  Lagen (2000:1064) om kontroll http://www.isp.se/documents/public/se/word/lagar/00_1064.doc Arkiverad 13 november 2008 hämtat från the Wayback Machine.
6. ↑   Proposition 2000/01:9 Exportkontroll http://www.riksdagen.se/Webbnav/index.aspx?nid=37&dok_id=GO039
7. ↑  ISP om Australiengruppen http://www.isp.se/sa/node.asp?node=605 Arkiverad 12 november 2008 hämtat från the Wayback Machine.
8. ↑  På engelska om Australiengruppen http://www.australiagroup.net/en/introduction.html
9. ↑  ”Förordning (2014:880) om sprängämnesprekursorer Svensk författningssamling 2014:880”. Riksdagens hemsida. Sveriges riksdag. http://www.riksdagen.se/sv/dokument-lagar/dokument/svensk-forfattningssamling/forordning-2014880-om-sprangamnesprekursorer_sfs-2014-880. Läst 28 oktober 2016.